# Trung Sơn, Việt Yên
Trung Sơn là một xã thuộc thị xã Việt Yên, tỉnh Bắc Giang, Việt Nam.

## Địa lý
Xã Trung Sơn có diện tích 12,31 km², dân số năm 2022 là 11.569 người, mật độ dân số đạt 940 người/km².

## Lịch sử
Ngày 13 tháng 12 năm 2023, Ủy ban Thường vụ Quốc hội ban hành Nghị quyết số 938/NQ-UBTVQH15 về việc thành lập thị xã Việt Yên (nghị quyết có hiệu lực từ ngày 1 tháng 2 năm 2024). Theo đó, xã Trung Sơn thuộc thị xã Việt Yên.